# Gira che ti rigira amore bello
Gira che ti rigira amore bello è un concept album di Claudio Baglioni pubblicato nel 1973. L'album segue lo straordinario successo di Questo piccolo grande amore, e il ventiduenne Baglioni si trova a superare la “sindrome dell’opera seconda” portando a compimento un nuovo concept album di successo.

## Il disco
La storia è un concept album, che vede Baglioni affrontare varie avventure insieme alla sua compagna di viaggio Camilla, una Citroën 2Cv di colore giallo.
Un video dell'epoca, diffuso a scopo promozionale, ritrae Claudio intento a dare fuoco alla macchina, indicando, in questa soluzione rituale, una fine degna di una vera e propria compagna di viaggio, da preferire al destino dello sfasciacarrozze, oltre che a segnare uno spartiacque tra il giovane Claudio studente di architettura e il cantautore di fama nazionale che da lì in poi l’Italia conoscerà.
Il titolo intero del disco già era stato citato nel verso iniziale di Cincinnato, brano del suo primo lavoro Un cantastorie dei giorni nostri. Questa stessa melodia viene utilizzata per l'inciso di Casa in costruzione.
La trama musicale è un collage, un insieme di storie raccontate da varie canzoni unite tra di loro, come il precedente lavoro di Baglioni. Tutti i brani però hanno vita propria anche fuori dal contesto del 33 giri, oltre al brano Amore bello che esce anche come singolo.
Amore bello ha una costruzione musicale più sofisticata dei precedenti lavori del cantautore. Il testo è meno adolescenziale e l’arrangiamento è superbo, con il pianoforte da concerto suonato dallo stesso Baglioni e una sezione di archi alle spalle.

## Tracce
Testi di Claudio Baglioni, musiche di Claudio Baglioni e Antonio Coggio.
Lato A
1. Gira che ti rigira
2. 70, 80, 90, 100...
3. W l'Inghilterra
4. Io me ne andrei
5. Ed apri quella porta
6. Ragazza di campagna

Lato B
1. Casa in costruzione
2. Miramare
3. Amore bello
4. Lettera
5. Gira che ti rigira

## Formazione
- Claudio Baglioni - voce
- Toto Torquati - tastiera
- Massimo Buzzi - batteria
- Giuliano Guerrini - basso
- Luciano Ciccaglioni - chitarra
- Maurizio De Angelis - chitarra
- Tony Mimms - arrangiamenti

## Classifiche

### Classifiche settimanali
| Classifica (1973) | Posizione massima |
| ----------------- | ----------------- |
| Italia            | 4                 |

### Classifiche di fine anno
| Classifica (1973) | Posizione |
| ----------------- | --------- |
| Italia            | 14        |